# Sidney Altman
Pour les articles homonymes, voir Altman.
Sidney Altman (né le 7 mai 1939 à Montréal et mort le 5 avril 2022 à Rockleigh) est un biochimiste américain d'origine canadienne. 
Il est colauréat avec Thomas Robert Cech du prix Nobel de chimie de 1989 pour « la découverte des propriétés catalytiques de l'ARN ».

## Biographie
En 2021, Sidney Altman accepte un poste à la faculté de médecine de l'Université de Montréal et à l'Institut de recherches cliniques de Montréal,.

## Publications
- (en-US) Altman, Sidney (2007), A view of RNase P.", Mol Biosyst 3 (9): 604–7, septembre 2007, doi:10.1039/b707850c, PMID 17700860, https://www.ncbi.nlm.nih.gov/pubmed/17700860
- (en-US) Altman, S.; Baer, M. F. ; Bartkiewicz, M. ; Gold, H. ; Guerrier-Takada, C. ; Kirsebom, LA ; Lumelsky, N.; Peck, K. (1989), Catalysis by the RNA subunit of RNase P--a minireview.", Gene 82 (1): 63–4, 15 octobre 1989, doi:10.1016/0378-1119(89)90030-9, PMID 2479591, https://www.ncbi.nlm.nih.gov/pubmed/2479591